# عزان (مدينة البيضاء)

تعديل مصدري - تعديل

حارة  عزان هي إحدى حارات مدينة مدينة البيضاء أحد مدن محافظة البيضاء، بلغ تعداد سكانها 1744 نسمة حسب تعداد اليمن لعام 2004.